# مرینگ
مرینگ (به آلمانی: Mehring) یک شهر در آلمان است که در بایرن واقع شده‌است.

## خصوصیات
مرینگ ۲۳٫۳۷ کیلومترمربع مساحت دارد ۴۳۲ متر بالاتر از سطح دریا واقع شده‌است.